# George Rudolf van Liegnitz
George Rudolf van Liegnitz (Ohlau, 22 januari 1595 - Breslau, 14 januari 1653) was van 1602 tot aan zijn dood hertog van Liegnitz en Wohlau en van 1602 tot 1612 hertog van Brieg. Hij behoorde tot de Silezische tak van het huis Piasten.

## Levensloop
George Rudolf was de derde, maar tweede overlevende zoon van hertog Joachim Frederik van Brieg en diens echtgenote Anna Maria, dochter van vorst Joachim Ernst van Anhalt.
Na het overlijden van hun vader in 1602 werden George Rudolf en zijn oudere broer Johan Christiaan onder het regentschap geplaatst van hun moeder Anna Maria. Na haar overlijden in 1605 werd hun regentschap overgenomen door hertog Karel II van Münsterberg-Oels, wiens echtgenote Elisabeth Magdalena de zus was van hun vader. George Rudolf werd opgevoed aan diens hof in Oels. Nadat Johan Christiaan in 1609 en George Rudolf in 1611 volwassen verklaard werden, besloten ze in 1612 hun domeinen onderling te verdelen. George Rudolf kreeg de hertogdommen Liegnitz en Wohlau, Johan Christiaan kreeg dan weer Brieg en Ohlau toegewezen. Op 1 oktober 1612 huldigde hij keizer Matthias, die als koning van Bohemen de leenheer was van het hertogdom Liegnitz. In juli 1613 werd hij in Liegnitz officieel ingehuldigd als hertog. Vervolgens ging hij met zijn hofbeambten op opleidingsreis naar Midden- en Zuid-Duitsland, Italië, Frankrijk en de Republiek der Zeven Verenigde Nederlanden. In november 1614 keerde hij terug naar Liegnitz.
Onder de invloed van zijn echtgenote bekeerde hij zich in 1616 tot het calvinisme, maar in 1621 keerde hij terug naar het lutheranisme. Tijdens het bewind van de calvinistische keurvorst Frederik V van de Palts gedroeg George Rudolf zich in tegenstelling tot zijn broer terughoudend op politiek vlak. Hierdoor werd hij in 1621 door keizer Ferdinand II tot opperlandeshauptmann van Silezië benoemd. Omdat George Rudolf niet kon verhinderen dat Silezië in de Dertigjarige Oorlog een oorlogstoneel werd en de door de Majesteitsbrief aanvaarde religieuze vrijheid in Silezië niet kon doorzetten, nam hij in 1629 ontslag uit deze functie. 
Op 9 augustus 1633 trad hij toe tot een bondgenootschap met Zweden, Saksen, Brandenburg, waartoe ook zijn broer Johan Christiaan, hertog Karel Frederik I van Münsterberg-Oels en de stad Breslau behoorden. Na de Vrede van Praag moest hij in 1635, net als de andere ondertekenaars van de alliantie, vergiffenis vragen en trouw zweren aan de keizer. In ruil hiervoor garandeerde de keizer de bescherming van hun privileges en de religieuze vrijheid. In tegenstelling tot zijn broer ging George Rudolf niet in ballingschap. Na de Vrede van Westfalen in 1648 vaardigde hij de kerkvisitatie uit in zijn domeinen. 
Op 14 januari 1653 stierf George Rudolf op 57-jarige leeftijd. Hij werd bijgezet in de Johanneskerk van Liegnitz. In 1646 stichtte hij de Johannesstichting, waaruit de Ridderacademie van Liegnitz ontstond. Ook was hij actief als componist en een groot ondersteuner van muziek en literatuur. Bovendien was hij vanaf 1622 onder de naam de Wonderbare lid van het Vruchtdragende Gezelschap. Omdat hij kinderloos gebleven was, werd hij als hertog van Liegnitz opgevolgd door zijn neven George III, Lodewijk IV en Christiaan.

## Huwelijken en nakomelingen
Op 14 november 1614 huwde George Rudolf met zijn nicht Sophie Elisabeth (1589-1622), dochter van vorst Johan George I van Anhalt-Dessau. Het huwelijk bleef kinderloos.
Op 5 december 1624 huwde hij met zijn tweede echtgenote Magdalena Elisabeth (1599-1631), dochter van hertog Karel II van Münsterberg-Oels. Ook dit huwelijk bleef kinderloos.